# Sciarra Colonna

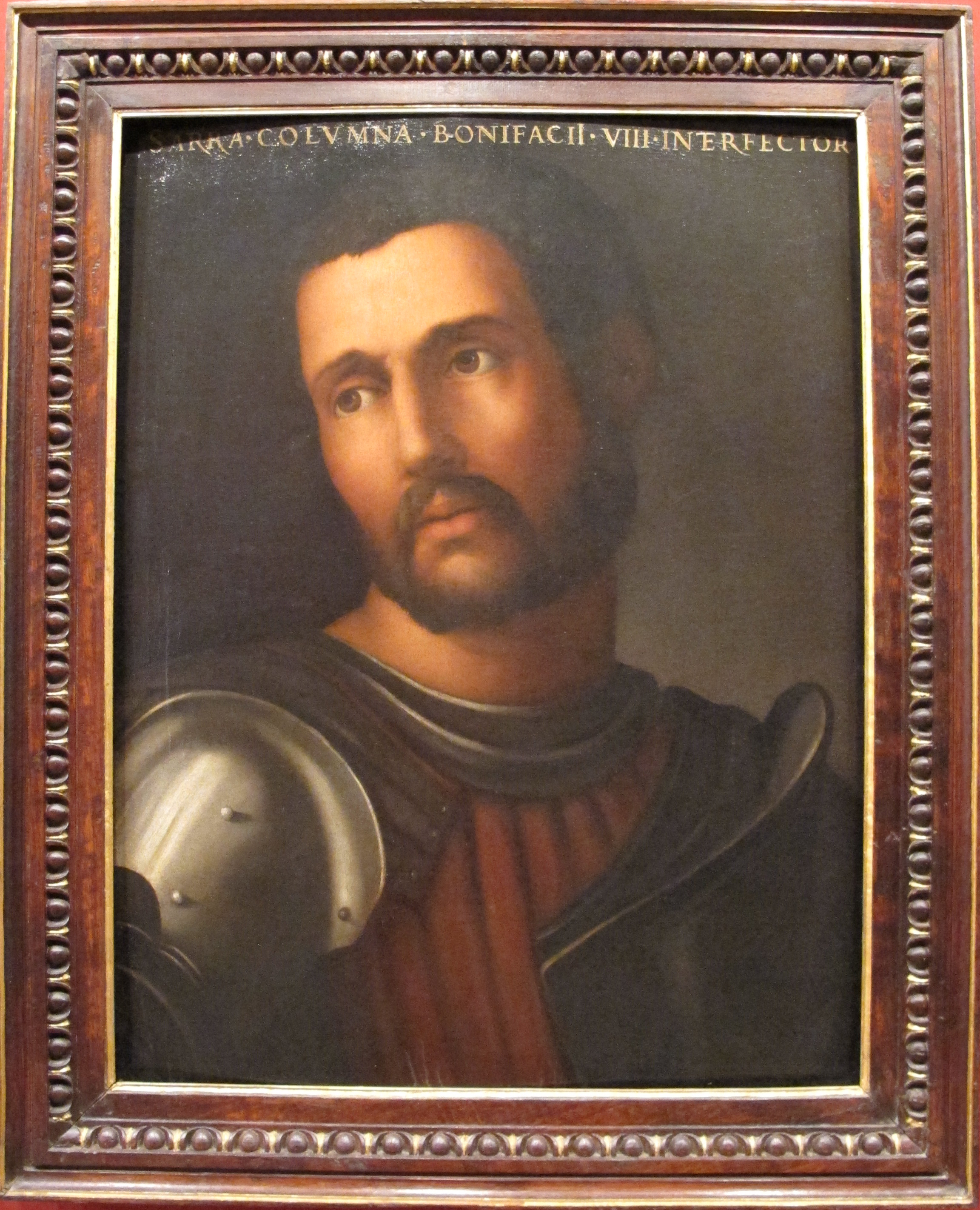
Sciarra Colonna (16e-eeuws portret door Cristofano dell'Altissimo)

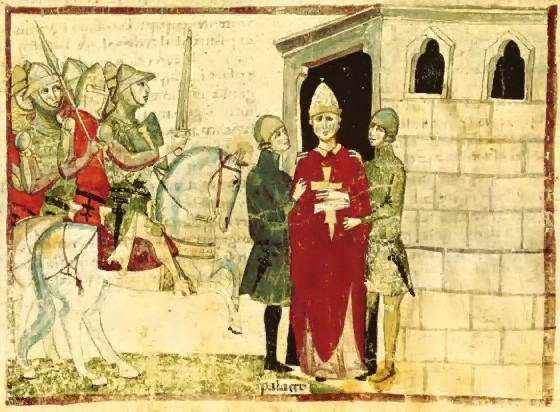
Sciarra Colonna en Guillaume de Nogaret nemen paus Bonifatius VIII gevangen (miniatuur uit de Nuova Cronica van Giovanni Villani).

Giacomo Colonna (Venetië, 2 maart 1270 - aldaar, 2 maart 1329), ook bekend onder zijn bijnaam Sciarra, was een telg uit het Romeinse geslacht Colonna. Hij was een ghibellijn die met name bekend is van zijn gevangenname van paus Bonifatius VIII en de keizerskroning van Lodewijk de Beier.

## Biografie
Sciarra Colonna werd geboren als een zoon van Giovanni Colonna en was de broer van Pietro en Stefano Colonna. De Colonna's waren indertijd een van de belangrijkste families in Rome, met de Orsini's als hevigste concurrenten. Toen Bonifatius VIII in 1295 paus werd, trachtte hij de rijkdom en invloed van zijn familie uit te breiden en raakte hij hierbij in conflict met de Colonna's.
In september 1303 arriveerde een klein Frans legertje onder leiding van Guillaume de Nogaret, adviseur van koning Filips de Schone, in Italië om de paus te arresteren met het oog op een proces in Frankrijk. Sciarra Colonna sloot zich bij hen aan. Ze wisten de paus in Anagni gevangen te nemen, maar hij weigerde af te treden en bood zijn hals en hoofd aan (in de volkstaal: ("ec le col, ec le cape"). Volgens een legende zou Colonna hem toen met een ijzeren handschoen geslagen hebben. De gevangenname van de paus duurde niet lang, want een paar dagen later werd Bonifatius VIII door de lokale bevolking bevrijd. De volgende paus, Benedictus XI, zette Sciarra uit het College van Kardinalen en excommuniceerde hem, maar minder dan een jaar later herstelde de nieuwe paus Clemens V hem in zijn rechten.
In 1328 arriveerde de Duitse koning Lodewijk V in Italië voor zijn kroning als Rooms-Duits keizer. Paus Johannes XXII verbleef toen in Avignon en had laten weten dat hij de kroning niet zou uitvoeren. Daarom werd besloten, voortgaand op de Defensor pacis van Marsilius van Padua, dat de keizer zou worden verkozen door het Romeinse volk en gekroond door een telg uit een Romeins geslacht. Voor deze taak werd Sciarra Colonna gekozen. Hij moest het volgende jaar Rome ontvluchten in het gevolg van de keizer en overleed in 1329 in Venetië.